# Comuna Muratove, Novoaidar
Muratove (în ucraineană Муратове) este o comună în raionul Novoaidar, regiunea Luhansk, Ucraina, formată din satele Kapitanove și Muratove (reședința).

## Demografie
Componența lingvistică a comunei Muratove
     Ucraineană (86,73%)
     Rusă (12,17%)
     Alte limbi (0,22%)
Conform recensământului din 2001, majoritatea populației comunei Muratove era vorbitoare de ucraineană (86,73%), existând în minoritate și vorbitori de rusă (12,17%).